# Rábahídvég
Rábahídvég é um município da Hungria, situado no condado de Vas. Tem 22,41 km² de área e sua população em 2015 foi estimada em 1.022 habitantes.